# Teoria de cossos

No es pot construir l'heptàgon regular utilitzant només regle i compàs; això es pot demostrar utilitzant el camp dels nombres construïbles.

La teoria de cossos és una branca de les matemàtiques que estudia les propietats de cossos. Un cos és una entitat matemàtica per la qual l'addició, la subtracció, multiplicació i divisió són ben definides.
Els cossos més coneguts són el cos dels nombres racionals, el cos dels nombres reals i el cos dels nombres complexes. Molts altres cossos, com el cos de fraccions, el cos de funcions algebraiques, el cos dels nombres algebraics i el cos dels nombres p-àdics són sovint utilitzats i estudiats en el camp de les matemàtiques, particularment en toeria de nomrbes i en geometria algebraica. La majoria dels protocols criptogràfics es basen en cossos finits, és a dir, cossos amb un nombre finit d'elements.
La relació entre dos cossos s'expressa mitjançant la noció de l'extensió de cossos. La teoria de Galois, iniciada per Évariste Galois en la dècada de 1830, es dedica a entendre les simetries de les extensions de cos. Entre altres resultats, aquesta teoria mostra que la trisecció de l'angle i la quadratura del cercle no es poden realitzar amb regle i compàs. A més, demostra que les equacions de cinquè grau són, en general, irresolubles algebraicament.
Els cossos serveixen com a nocions fonamentals en diversos camps matemàtics. Això inclou diferents branques de l'anàlisi matemàtica, que es basen en cossos amb una certa estructura addicional. Els teoremes bàsics de l'anàlisi depenen de les propietats estructurals del cos dels nombres reals. Més importantment per als propòsits algebraics, qualsevol cos es pot utilitzar com els escalars per a un espai vectorial, que és el context general estàndard per a l'àlgebra lineal. Els cossos de nombres algebraics, germans del cos dels nombres racionals, s'estudien en profunditat en teoria dels nombres. Els cossos de funcions poden ajudar a descriure propietats d'objectes geomètrics.

## Definició
Informalment, un cos és un conjunt, juntament amb dues operacions definides en aquest conjunt: una operació suma escrita com a + b, i una operació multiplicació escrita com a ⋅ b, ambdues actuen com ho fan amb els nombres racionals i els nombres reals, inclosa l'existència d'un element oposat −a per a cada element a, i la d'un invers multiplicatiu b−1 per tot element no zero b. Això permet considerar també les anomenades operacions inverses de resta, a − b, i divisió, a / b, definides com:
a − b := a + (−b),
a / b := a ⋅ b−1.

### Definició clàssica
Formalment, un cos és un conjunt F juntament amb dues operacions binàries en F anomenades suma i multiplicació. Una operació binària en F és una funció F × F → F, és a dir, una correspondència que associa cada parella ordenada d'elements de F amb un element unívocament determinat de F. El resultat de la suma de a i b rep el nom de la suma de a i b, i es denota com a + b. Similarlment, el resultat de la multiplicació de a i b rep el nom de producte entre a i b, i s'escriu ab o a ⋅ b. Aquestes operacions han de satisfer les següents propietats, que s'anomenen axiomes de cossos (en els següents axiomes, a, b, i c són elements arbitraris del cos F):
- Associativitat de la suma i de la multiplicació: a + (b + c) = (a + b) + c, i a ⋅ (b ⋅ c) = (a ⋅ b) ⋅ c.
- Commutativitat de la suma i de la multiplicació: a + b = b + a, i a ⋅ b = b ⋅ a.
- Existència de l'element neutre de la suma i de la multiplicació: existeixen dos elements diferents 0 i 1 en F tals que a + 0 = a i a ⋅ 1 = a.
- Existència de l'element oposat: per tot a en F, existeix un element en F, denotat com −a, i anomenat invers de l'addició de a, tal que a + (−a) = 0.
- Existència de l'invers multiplicatiu: per tot a ≠ 0 en F, existeix un element en F, denotat com a−1 o 1/a, anomenat invers multiplicatiu de a, tal que a ⋅ a−1 = 1.
- Propietat distributiva de la multiplicació sobre la suma: a ⋅ (b + c) = (a ⋅ b) + (a ⋅ c).

Una definició equivalent i més succinta és: un cos té dues operacions commutatives, anomenades suma i multiplicació; és un grup respecte de la suma amb 0 com a element identitat; els elements no-zero són un grup respecte de la multiplicació amb 1 com a identitat multiplicativa; i la multiplicació es distribueix en la suma.
Fins i tot més succintament: un cos és un anell commutatiu en què 0 ≠ 1 i tots els elements no zero són invertibles respecte de la multiplicació.

### Definició alternativa
També es poden definir els cossos de formes diferents però equivalents. Es pot definir un cos a partir de quatre operacions binàries (la suma, la resta, la multiplicació i la divisió) i amb les seves corresponents propietats necessàries. La divisió entre zero s'exclou per definició. Per tal d'evitar els quantificadors existencials, es poden definir els cossos a partir de dues operacions binàries (la suma i la multiplicació), dues operacions unàries (que donen lloc als inversos additius i multiplicatius respectivament), i dues operacions nul·làries (les constants 0 i 1). Aquestes operacions, estan llavors subjectes a les condicions de més amunt. Evitar els quantificadors existencials pot ser interessant en les matemàtiques constructivistes i en la informàtica. Es pot definir, de forma equivalent, un cos a partir d'aquestes mateixes operacions binàries, una operació unària (l'invers multiplicatiu), i dues (no necessàriament distintes) constants 1 i -1, ja que 0 = 1 + (−1) i −a = (−1)a.

## Història
Històricament, tres disciplines algebraiques han donat lloc al concepte de cos: la qüestió de resoldre equacions polinòmiques, la teoria de nombres algebraics i la geometria algebraica. Un primer pas cap a la noció de cos el va fer l'any 1770 Joseph Louis Lagrange, quan va observar que permutar els zeros x1, x2, x3 d'un polinomi cúbic en l'expressió
(x1 + ωx2 + ω2x3)3
(on ω és l'arrel cúbica de la unitat) només dona dos valors. D'aquesta manera, Lagrange va explicar conceptualment el mètode clàssic de resolució de Scipione del Ferro i François Viète, que consisteix a reduir una expressió cúbica d'una incògnita x a una equació quadràtica en x3. Juntament amb una observació similar per equacions de grau 4, Lagrange va relacionar doncs el que es convertirien en el concepte de cos amb el concepte de grup. Vandermonde, també l'any 1770, i encara més, Carl Friedrich Gauß, en el seu llibre Disquisitiones arithmeticae (1801), va estudiar l'equació
x p = 1
per p un nombre primer, i utilitzant un altre cop terminologia moderna, el grup de Galois cíclic resultant. Gauss va deduir que es pot construir un p-àgon regular si p = 22k + 1. Basant-se en l'obra de Lagrange, Paolo Ruffini va afirmar (1799) que les equacions quíntiques (equacions polinòmiques de grau 5) no es poden resoldre algebraicament; tanmateix, la seva demostració tenia errors. Aquests errors van ser corregits per Niels Henrik Abel l'any 1824. Évariste Galois, l'any 1832, va desenvolupar els criteris suficients i necessaris perquè una equació polinòmica sigui resoluble algebraicament, establint així de facto el que es coneix avui en dia com teoria de Galois. Tant Abel com Galois van treballar amb el que avui s'anomena un cos dels nombres algebraics, però no van concebre una noció explícita ni de cos ni de grup.
L'any 1871 Richard Dedekind va introduir, per un conjunt de nombres reals o complexos tancat sota quatre operacions aritmètiques, la paraula alemanya Körper, que significa "cos" o "corpus" (per suggerir una entitat orgànicament tancada). El terme anglès "field" va ser introduït per (Moore, 1893).
| « | Per cos voldrem dir tot sistema infinit de nombres reals o complexos tancat en ell mateix i perfecte en què la suma, la resta, la multiplicació i la divisió de dos d'aquests nombres dongui un nombre del sistema. | » |

L'any 1881 Leopold Kronecker va definir el que va anomenar un domini de racionalitat, que és un cos de fraccions racionals en termes moderns. La noció de Kronecker no incloïa el cos de tots els nombres algebraics (que és un cos en el sentit de Dedekind), però d'altra banda era més abstracta que la Dedekind ja que no assumia res específic sobre la naturalesa dels elements del cos. Kronecker va interpretar un cos com Q(π) abstractament com el cos de funcions racionals Q(X). Abans d'això, es coneixien exemples de nombres transcendents d'ençà de l'obra de Joseph Liouville l'any 1844, i fins a la de Charles Hermite (1873) i Ferdinand von Lindemann (1882) que van demostrar la transcendència de e i de π, respectivament.
La primera definició clara d'un cos abstracte es deu a (Weber, 1893). En particular, la noció de Heinrich Martin Weber incloïa el cos Fp. Giuseppe Veronese (1891) va estudiar el cos de la sèries de potències formals, que va donar lloc a (Hensel, 1904) a introduir el camps dels nombres p-àdics. (Steinitz, 1910) va sintetitzar el coneixement de la teoria abstracte de cossos acumulada fins llavors en unes memòries que serien fundacionals de l'àlgebra moderna. Va estudiar axiomàticament les propietats dels cossos i va definir molts conceptes d'importància en el camp de la teoria de cossos. (Artin i Schreier, 1927) va relacionar la noció de ordre en un cos, i així doncs l'àrea de l'anàlisi, amb propietats purament algebraiques. Emil Artin va tornar a desenvolupar la teoria de Galois de 1928 a 1942, eliminant la dependència en el teorema de l'element primitiu.

## Alguns teoremes útils
- Teorema d'isomorfisme d'extensió
- Teorema d'element primitiu